# Aeródromo La Montaña
El Aeródromo La Montaña (OACI: SCIC), es un terminal aéreo ubicado cerca de Curicó, Provincia de Curicó, Región del Maule, Chile. Es de propiedad privada.